# شاخ‌دیوماهیان
شاخ‌دیوماهیان (Ceratiidae) خانواده‌ای از ماهیان هستند که در ژرفای اقیانوس زندگی می‌کند. سیراتیده در زبان یونانی به معنای شاخ‌دار است که به اندام زیست‌تابی اغوا کننده‌ای که بر پیشانی این ماهی تابش می‌کند اشاره دارد.
این ماهی در گسترهٔ بزرگی و در تمام اقیانوس‌ها یافت می‌شود، از سرزمین‌های استوایی تا سرزمین جنوبی. این ماهی‌ها بزرگ و دراز هستند. جنس مادهٔ بزرگترین گونه یعنی شاخ‌دیوماهی هالبوئیل  (نام علمی: Ceratias holboelli) به ۱٫۲ متر می‌رسد. بر عکس، جنس نر این ماهی بسیار کوچک‌تر است و به ۱۴ سانتی‌متر می‌رسد و مانند دیگر ماهی‌های خانوادهٔ شاخ‌دیوماهیان، در بیشتر عمر خود انگل‌وار به یک ماهی ماده می‌چسبد.
ماهی نر تا نوجوانی زندگی مستقل دارد و بسیار کوچک است (حداکثر ۱٫۳ سانتی‌متر) و آروارهای منقارمانند و بی‌دندان دارد. پس از بلوغ، یک یا چند ماهی نر خود را به یک ماده می‌چسبانند و کم کم دستگاه گردش خون آن دو ادغام می‌شود. این آمیژگی ژنتیکی به نر امکان می‌دهد در حالی که بقیه بدنش کاهیده می‌شود، خایه‌های بزرگی پیدا کند. شاخ‌دیوماهیان تنها موجودات شناخته شده‌ای هستند که در چرخه زندگی زیستی خود به طور طبیعی آمیژگی دارند.